# Les Corps purs
Pour plus de détails, voir Fiche technique et Distribution.
Les Corps purs est un court métrage belge réalisé par Bérangère McNeese et Guillaume De Ginestel, sorti en 2017. C'est un film auto-produit par les deux co-auteurs. Le film a été diffusé sur Arte, la RTBF et TV5 Monde.

## Distribution
- Bérangère McNeese : Axelle
- Guillaume Duhesme : Julien
- Erico Salamone : Serge
- Bart Cambier : le collecteur
- Jérémy Azencott : le groom
- Lloyd Defay : Le gérant d'hôtel
- Natasha Boyamba : Christelle
- Françoise Geleyn : Caissière
- Pascal Collard : le collecteur 2

## Récompenses
- FIFF 2017 : Prix Arte, Prix RTBF
- Festival du Film Policier de Liège : Prix de la Critique
- Festival Le Court en Dit Long du Centre Wallonie Bruxelles : Prix de la Réalisation